# Chicory: A Colorful Tale
Chicory: A Colorful Tale est un jeu vidéo d'aventure RPG développé par Greg Lobanov, développeur indépendant basé à Vancouver, mieux connu pour ses précédents travaux sur Wandersong. Édité par Finji, il sort sur Windows et MacOS le 10 juin 2021.

## Système de jeu
Chicory: A Colorful Tale, ou Chicory, est un jeu vidéo d'aventure dont les personnages sont de petits animaux anthropomorphes. Le joueur rentre dans la peau d'un chien dont le nom est la nourriture préférée du joueur. Le monde qu'ils explorent est en noir et blanc, mais peut être peint à l'aide de "The Brush", un grand pinceau. Le pinceau peut également être utilisé pour résoudre des énigmes.

## Développement
Initialement sous le titre de Drawdog, Chicory a été dévoilée le 15 août 2019 via Kickstarter,. Le projet a été financé en une journée.
Chicory a été présentée au PAX West 2019 et a été accueillie favorablement par RPGamer.

## Release
Chicory est disponible sur PC, PS4, PS5 et MacOS le 10 Juin 2021,. Le 15 décembre 2021, le jeu est rendu disponible sur l'eShop de la Nintendo Switch.

## Réception
Sur Metacritic, Chicory: A Colorful Tale récolte une note de 90 sur Microsoft Windows et Nintendo Switch et de 87 pour PlayStation 5« Chicory: A Colorful Tale for PlayStation 5 Reviews », sur Metacritic (consulté le 29 juillet 2021).
Zoey Handley, du site Destructoid, mentionne les thèmes du scénario, tourné sur l'art et les questionnements qui peuvent en découler pour les artistes, de manière très bienveillante mais loin d'être complaisant, parlant des doutes, des critiques, du besoin d'être meilleurs, ... De plus, l'absence de combat, la majorité des énigmes relativement simple, en font un jeu agréable à parcourir avec une grande variété de situation.
Rebekah Valentine  d'IGN' de son côté a apprécié le casting de personnage rencontré, avec leurs problèmes, frustration, envie, besoin, ... et les mécanismes de peinture qui sont le cœur du jeu.
Destructoid nomme par la suite Chicory meilleur jeu PC de 2021 meilleur jeu de 2021.
Pour Polygon il est le second meilleur jeu de 2021, juste derrière Inscryption
Il a reçu de Giant Bomb les prix du "Jeu tranquille", "Meilleure musique", et "Meilleur jeu de l'année".
Edge le nomme second meilleur jeu de 2021 derrière Deathloop.

### Awards
| Year | Award                              | Category                                             | Result            | REF    |
| ---- | ---------------------------------- | ---------------------------------------------------- | ----------------- | ------ |
| 2021 | Golden Joystick Awards             | Best Storytelling                                    | Nomination        | [ 19 ] |
| 2021 | Best Indie                         | Nomination                                           |                   | [ 19 ] |
| 2021 | The Game Awards 2021               | Games for Impact                                     | Nomination        | [ 20 ] |
| 2022 | 18th British Academy Games Awards  | Games Beyond Entertainment                           | Nomination        | [ 21 ] |
| 2022 | 18th British Academy Games Awards  | Family                                               | Lauréat           | [ 21 ] |
| 2022 | 18th British Academy Games Awards  | EE Game of the Year                                  | Nomination        | [ 21 ] |
| 2022 | Independent Games Festival Awards  | Seamus McNally Grand Prize                           | Nomination        | [ 22 ] |
| 2022 | SXSW Gaming Awards                 | Indie Game of the Year                               | Nomination        | [ 23 ] |
| 2022 | SXSW Gaming Awards                 | Matthew Crump Cultural Innovation Award              | Nomination        | [ 23 ] |
| 2022 | New York Game Awards               | Big Apple Award for Best Game of the Year:           | Nomination        | [ 24 ] |
| 2022 | New York Game Awards               | Off Broadway Award for Best Indie Game               | Nomination        | [ 24 ] |
| 2022 | New York Game Awards               | Statue of Liberty Award for Best World:              | Nomination        | [ 24 ] |
| 2022 | New York Game Awards               | Tin Pan Alley Award for Best Music in a Game         | Nomination        | [ 24 ] |
| 2022 | New York Game Awards               | Central Park Children's Zoo Award for Best Kids Game | Nomination        | [ 24 ] |
| 2022 | 22nd Game Developers Choice Awards | Best Social Impact Award                             | Nomination        | [ 25 ] |
| 2022 | 22nd Game Developers Choice Awards | Innovation Award                                     | Honorable mention | [ 26 ] |
| 2022 | 22nd Game Developers Choice Awards | Game of the Year                                     | Honorable mention | [ 26 ] |
| 2022 | Pégases Awards                     | Best Foreign Independent Video Game                  | Lauréat           | [ 27 ] |